# Vladimir Onichtchouk
Vladimir ou Volomydyr Onichtchouk (en ukrainien : Володимир Онищук, en anglais : Vladimir Onischuk) est un joueur d'échecs ukrainien né le 21 juillet 1991 à Ivano-Frankivsk.
Au 1er juillet 2019, il est le neuvième joueur ukrainien et le 135e joueur mondial en parties classiques avec un classement Elo de 2 637 points. Il est le dixième joueur mondial en parties rapides en juillet 2019 avec un classement Elo rapide de 2 775 points.

## Biographie et carrière

### Parties classiques
Onichtchouk a remporté la médaille d'or lors du championnat d'Europe des moins de dix ans en 2003 et la médaille d'argent lors du championnat du monde des moins de seize ans en 2006. 
En 2008, il partagea la première place aux tournois de Varsovie (mémorial Najdorf) et de Kharkov. En 2011, il finit deuxième du mémorial Tchigorine à Saint-Pétersbourg.
Il obtint le titre de grand maître international en 2012.
En 2015, Onichtchouk finit :
- premier ex æquo de l'open de Cappelle-la-Grande (deuxième au départage derrière Li Chao) avec 7,5 points sur 9[4] ;
- seul vainqueur de l'open de Metz avec 8 points sur 9 (huit victoires et une défaite) ;
- premier ex æquo des rencontres internationales du Cap d'Agde.

En 2016, remporte l'open de Stockholm avec 7 points sur 9 et il finit 1er-3e de l'open de Metz.
En 2017, Onichtchouk finit quatrième ex æquo de l'open Grenke de Karlsruhe avec 7 points sur 9. Il remporta :
- l'open de Dresde en juillet 2017 avec 7,5 points sur 9 ;
- l'open de l'Université technique de Riga en août avec 7,5 points sur 9[5] ;
- l'open Ascaro de Bastia avec 7,5 points sur 9.

En décembre 2017, il finit 1er-2e de la finale du championnat d'Ukraine et deuxième au départage derrière Petro Goloubka.
En 2018, il partage la deuxième place du tournoi open de Dresde.  Lors du championnat d'Europe d'échecs individuel 2018, Onichtchouk finit quarantième avec 7 points sur 11. En 2019, il finit 50e, toujours avec 7 points sur 11. 
En avril 2019, il finit deuxième du festival de printemps de Budapest. En juin 2019, il finit deuxième du mémorial Karen Asrian à Djermouk en Arménie.

### Compétitions par équipe
En 2006, il gagna la médaille d'or par équipe et la médaille d'argent individuelle avec l'Ukraine lors de l'olympiade des moins de seize ans. 
En 2019, il remporta la médaille d'argent par équipe au championnat d'Europe d'échecs des nations disputé à Batoumi. 
À l'Olympiade d'échecs de 2022 il remporte la médaille de bronze individuelle pour ses résultats au cinquième échiquier.

### Succès en parties rapides
En partie rapides, Onichtchouk remporta la finale du Corsica Masters en 2015. En 2017, il remporta le mémorial Tal rapide à Jurmala en Lettonie avec 9 points sur 11.  Il fut éliminé en demi-finale du Corsica Masters 2018. En 2019, il gagna le mémorial Paul Kérès de Tallinn en parties rapides avec 10,5 points sur 11 et 1,5 point d'avance sur le deuxième.